# Solino
Gaio Júlio Solino (em latim: Gaius Julius Solinus) foi um gramático latino e compilador de diferentes obras, que viveu no século III ou IV.
Foi o autor de De mirabilibus mundi, que circulava com o subtítulo de Collectanea rerum memorabilium e de Polyhistor. Contém uma breve descrição do mundo antigo, com detalhes que respondem a questões históricas, sociais, religiosas e naturais, na sua maior parte retiradas da Naturalis Historia de Plínio, o Velho e da geografia de Pompônio Mela.